# Конгруэнтность (анатомия)

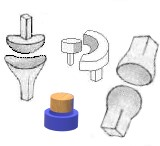
Пространственная конгруэнтность поверхностей моделей

Конгруэ́нтность (лат. congruens — соответствующий) — соответствие форм суставных поверхностей костей, сочленяющихся в суставе. От фактора конгруэнтности зависит механическое распределение нагрузки, объём подвижности сустава.

## Конгруэнтность и подвижность
Существует две противоположные точки зрения:
1. Прямая взаимосвязь ― Конгруэнтность тем больше, чем больше подвижность:

В процессе специальной тренировки подвижность в суставах и их
форма могут существенно изменяться. Так, эллипсовидный лучезялястный сустав у представительниц художественной гимнастики становится более шаровидным, что обеспечивает больший размах движений. У баскетболистов и гандболистов суммарная подвижность по четырем движениям в лучезапястном суставе больше 200°, а у гимнастов и гребцов — меньше. У первых этот сустав более конгруэнтен и его
головка имеет форму вытянутого эллипсоида, у вторых степень соответствия суставных поверхностей меньше и головка более выпуклая.
1. Обратная взаимосвязь — Чем меньше конгруэнтность, тем больше подвижность:

Правило: чем больше конгруэнтность суставных поверхностей, тем меньше объём движений в суставе

## Вспомогательные элементы сустава
Влияние вспомогательных элементов на конгруэнтность:
- Увеличение конгруэнтность костей менисками и дисками
- Амортизация механических нагрузок и вибрации
- Увеличение объёма движений

## Биофизическое значение конгруэнтности
Прилипание одной суставной поверхности к другой. В тех суставах, где сочленяющиеся поверхности костей при плотном прилегании полностью соответствуют друг другу, имея одинаковые радиусы кривизны (конгруэнтные суставы, например тазобедренный), одну поверхность в соприкосновении с другой удерживает сила молекулярного притяжения. Склеивающее действие оказывает и синовиальная жидкость.